# MOVIE4 舞監なき戦い
『MOVIE4 舞監なき戦い』（ムービー4　ぶかんなきたたかい）は、日本のロックバンド、ユニコーンのライブ映像を収めた作品。

## 解説
- 「UNICORN WINTER TOUR 1991-1992 "THE WAR without STAGE MANAGER/舞監なき戦い"」の1991年内の日程終了後、本作のために神奈川県のクロサワ・フィルムスタジオにて、ファンクラブの会員1600名を集め2日がかりで撮影が行われた。いつ撮影が終わるかわからなかったため、本作のみビデオフィルム撮影(他は16mmフィルム)。
- 初回生産限定盤はランチボックス仕様、3Dメガネ封入という豪華パッケージで発売された。
- 本作は3Dメガネを使うことで立体的に見えるようにと特殊な方法で撮影をしたが、製作終了後全く飛び出さないことが判明。発注した約7万個の3Dメガネはただのオマケとなってしまった（ちなみに「ヒゲとボイン」のPVも同じ失敗に終わっている）。商品の帯には「すいません、飛び出しませんでした。」と弁明した。

## 収録曲
1. ヒゲとボイン
2. ザ・マン・アイ・ラブ
3. ターボ意味無し
4. 黒い炎
5. ロック幸せ
6. 家
7. 幸福
8. UNICORNメドレー
曲目：Maybe Blue（イントロのみ）→I'M A LOSER→シンデレラ・アカデミー→自転車泥棒→眠る→人生は上々だ→Game→君達は天使→SUGAR BOY→Maybe Blue
後に『THE VERY RUST OF UNICORN』で音源化。
9. 看護婦ロック
10. 大迷惑
11. 車も電話もないけれど
12. 風〜CSA〜風II
風→風のメロディーでCSAの前口上→CSA（アリスの物真似で歌唱）→風IIのメドレー
後に『THE VERY RUST OF UNICORN』で音源化。
13. 開店休業